# Areola (botanica)
Areola in botanica è una piccola zona circolare, con confini ben delineati, che si differenzia dai tessuti circostanti per diverse caratteristiche
Nelle Cactaceae l'areola è la zona circoscritta in cui nascono le spine generalmente accompagnate da piccoli peli più o meno ruvidi o setosi.
L'areola può essere individuata, in virtù appunto della diversa colorazione, nella zona che si sviluppa al centro di una corolla o di un seme. Un esempio lampante di areola si può trovare nella qualità di fagiolo denominata fagiolo dall'occhio, oppure nella nespola che appunto alla sommità del frutto presenta una larga areola.